# Xampu

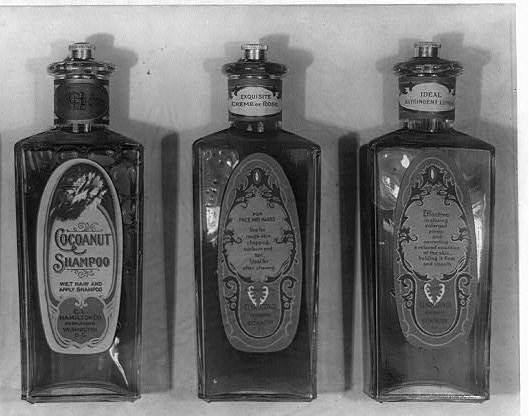
Garrafas de xampu e cremes fabricados no início do século XX pelo CL Hamilton Co. para Washington, DC.

O xampu (português brasileiro) ou champô (português europeu) (do inglês, shampoo, que vem do hindi, chāmpo (चाँपो [tʃãːpoː]) ''massageie com as mãos'') tem a finalidade de cuidar do cabelo, e consiste em um produto utilizado principalmente para remover óleo, sujeira e pele morta do couro cabeludo que se agregam ao cabelo ao longo do tempo.
A palavra xampu data de 1877, e sua origem acredita-se vir da palavra hindi chāmpô (चाँपो [tʃãːpoː]) durante o período em que foram colonizados. Isso data de 1762, que significa apertar, amassar, fazer massagem. Durante os estágios iniciais de concepção do xampu, cabeleireiros ingleses aqueceram sabão em água com bicarbonato de sódio e adicionaram ervas para darem ao cabelo saúde e aroma.
Originalmente, sabão e xampu eram produtos muito similares. Ambos eram substâncias de emulsão tensoativas, um tipo de detergente. A formulação do xampu desenvolveu-se, tornando-se específica para a limpeza dos cabelos, e não um produto para o corpo em geral. Durante o século XX, diferentes tipos de xampus foram criados para cada tipo de cabelo; e atualmente utiliza-se principalmente substâncias sintéticas.
Segundo historiadores,  por volta do século XVI, o xampu era utilizado como bebida energética ou tônico (mais tarde originando a expressão "tônico capilar") no sul da Bulgária pelos guerreiros, os quais acreditavam que ao ingeri-lo teriam seus reflexos dobrados e perderiam qualquer noção de piedade contra seus oponentes.
O condicionador de cabelo é aplicado após o xampu para melhorar a textura e o aspecto do cabelo. Começou a ser usado após a Primeira Guerra Mundial, e depois a ser fabricado com substâncias siliconadas para um melhor custeamento de sua produção.